# Phoenix Floorball Club
Le Phoenix Floorball Club est le troisième club de floorball créé dans la métropole lilloise. Il a été fondé dans la ville de Wasquehal, en 2011, par Thibault Van Nedervelde. Les Phoenix de Wasquehal évoluent, depuis la saison 2012-2013, en Division 1 après avoir remporté le titre de champions de France Division 2 au terme de leur première participation au Championnat de France de Floorball D2 en 2012. Les Phoenix ont ensuite remporté par deux fois, en 2013 et en 2017, le Championnat de France de Floorball D1.

## Histoire
Le Phoenix Floorball Club a vu le jour en mars 2011 sous l'impulsion de Thibault Van Nedervelde. L'effectif du club s'est rapidement étoffé, composé de trois joueurs issus du club du Nordiques Floorball Club, d'anciens joueurs de hockey sur glace ainsi que de nouveaux pratiquants pour atteindre une moyenne de 11 joueurs pour la saison 2011-2012. Cette première année d'existence a été marquée par un grand nombre de victoires des Phoenix qui se sont ainsi vus offrir une accession à la division 1 pour la saison 2012 - 2013 qu'ils ont remportée en finale face à IFK Paris (4-0).
Pour commencer la saison 2013-2014, les Phoenix ont ouvert une section "apprentissage floorball" pour les jeunes à partir de 8 ans. Quelques jeunes se sont donc joints à l'aventure Phoenix et suivent un entrainement, souvent avec les joueurs de l'équipe de D1. 
Pour la saison 2014-2015, les Phoenix décrochent leur billet pour la finale de D1 lors de laquelle ils s'inclinent face à IFK Paris (4-5). Durant cette même saison, les Mini-Phoenix ont remporté leur championnat junior en devenant champions de la zone Nord.
En 2016-2017, le Phoenix FC ouvre deux nouvelles sections : l'Ecole de Floorball, pour les enfants de 4 à 7 ans, surnommés les Baby-Phoenix, ainsi qu'une section loisir. Cette saison, les Phoenix remportent le Championnat de France et sont champions de D1 pour la 2e fois de leur histoire après avoir battu Annecy en finale (7-4).
En 2023, le club est relégué en Nationale 2.
En 2024, le Phoenix FC crée une équipe réserve qui évoluera pour la saison en Division 3. 

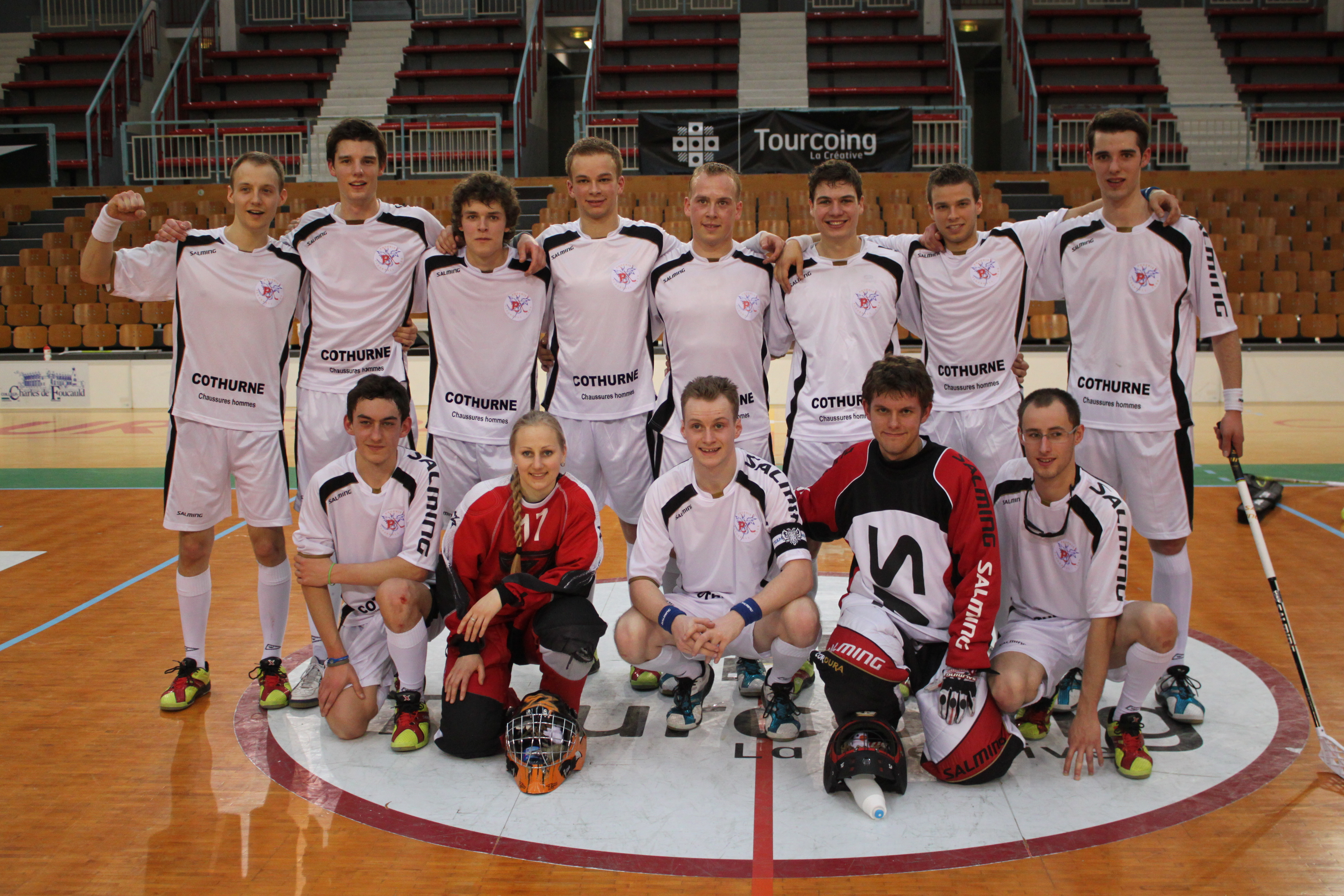
Le Phoenix Floorball Club, champions de France D2 en mai 2012

### Résumé
Entrée en Championnat de France : 2011-12
Gymnases : Salle Lavoisier, salle Hantson, salle Pierre Loti (Wasquehal)
Couleurs de l'uniforme : Bleu, Blanc, Rouge
Logo :
1. Un phoenix (oiseau légendaire) se tient au centre du logo, sortant de flammes, deux crosses de floorball entrecroisées représentant un "X" se tenant derrière lui. Au dessus du Phoenix se trouve deux étoiles, représentant les titres de Champions de France obtenus en 2013 et 2017, et en dessous se trouve la date "2011", année de création du club.
2. Les trois mots : Phoenix Floorball Club entourent le phoenix de manière circulaire.

Participations à la finale du Championnat de France : 2012 (Vainqueur D2), 2013 (Vainqueur D1), 2015 (Vice-Champions D1), 2017 (Vainqueur D1)
Nom de la section junior : Les Mini-Phoenix

## Entraînements
Salle Lavoisier, rue Lavoisier à Wasquehal :
- Lundi 19h30 - 21h30 (Adultes D3)
- Mardi 20h00 - 22h00 (Adultes N2)

Salle Hantson, rue Léon Jouhaux à Wasquehal :
- Jeudi 19h00 - 20h00 (Jeunes U17)
- Jeudi 20h00 - 22h00 (Adultes N2 et D3)
- Dimanche 17h30 - 18h30 (Jeunes U11)
- Dimanche 18h30 - 19h45 (Jeunes U17)

## Compétitions et tournois[2]

### Championnat de France
Le tableau ci-dessous récapitule le classement général de l'équipe première des Phoenix pour chaque saison de sa participation au Championnat de France de floorball.
| Saison      | Division    | Matchs joués | Victoires | Nuls | Défaites | Buts pour | Buts contre | Diff. | Pénalités (en minutes) | Classement     |
| ----------- | ----------- | ------------ | --------- | ---- | -------- | --------- | ----------- | ----- | ---------------------- | -------------- |
| 2011 – 2012 | Division 2  | 14           | 14        | 0    | 0        | 122       | 31          | +91   | 24                     | Champion       |
| 2012 – 2013 | Division 1  | 12           | 7         | 2    | 3        | 67        | 36          | +31   | 10                     | Champion       |
| 2013 – 2014 | Division 1  | 10           | 7         | 0    | 3        | 67        | 34          | +33   | 48                     | 3es            |
| 2014 – 2015 | Division 1  | 12           | 9         | 1    | 2        | 81        | 42          | +39   | 56                     | Vice-Champion  |
| 2015 – 2016 | Division 1  | 11           | 8         | 1    | 2        | 73        | 43          | +30   | 12                     | 3es            |
| 2016 – 2017 | Division 1  | 16           | 13        | 1    | 2        | 96        | 50          | +46   | 34                     | Champion       |
| 2017 – 2018 | Nationale 1 | 18           | 10        | 2    | 6        | 73        | 68          | +5    | 36                     | 3es            |
| 2018 – 2019 | Nationale 1 | 19           | 9         | 4    | 6        | 109       | 69          | +40   | 30                     | 4es            |
| 2019 – 2020 | Nationale 1 | 13           | 3         | 1    | 9        | 47        | 83          | -36   | 66                     | Saison annulée |
| 2020 – 2021 | Nationale 1 | 0            | 0         | 0    | 0        | 0         | 0           | 0     | 0                      | Saison annulée |
| 2021 – 2022 | Nationale 1 | 18           | 1         | 2    | 15       | 49        | 129         | -80   | 26                     | 9es            |
| 2022 – 2023 | Nationale 1 | 18           | 3         | 0    | 15       | 64        | 152         | -88   | 70                     | 9es            |
| 2023 – 2024 | Nationale 2 | 14           | 8         | 0    | 6        | 76        | 45          | +31   | 66                     | 1/4 de finale  |
| 2024 – 2025 | Nationale 2 | 8            | 7         | 0    | 1        | 61        | 21          | +40   | 34                     |                |
| Total       | Total       | 183          | 99        | 14   | 70       | 985       | 803         | +182  | 512                    |                |

### Championnat Jeunes
Depuis la saison 2014-2015, le Phoenix Floorball Club a inscrit une équipe en championnat juniors (jusqu'à 16 ans) : les Mini-Phoenix.
L'équipe évolue pour sa première saison en zone Nord. Les Mini-Phoenix ont fini champions de leur zone après une saison parfaite (6 victoires en autant de matchs).

Pour la saison 2016-2017 les Mini-Phoenix échouent en finale face à Amiens et sont donc Vice-Champions de la zone Nord.
| Saison      | Division                     | Matchs joués | Victoires | Nuls | Défaites | Buts pour | Buts contre | Diff. | Pénalités (en minutes) | Classement     |
| ----------- | ---------------------------- | ------------ | --------- | ---- | -------- | --------- | ----------- | ----- | ---------------------- | -------------- |
| 2014 – 2015 | Championnat Jeunes Zone Nord | 6            | 6         | 0    | 0        | 98        | 33          | +65   | 2                      | Champions      |
| 2015 – 2016 | Championnat Jeunes Zone Nord | 5            | 3         | 0    | 2        | 61        | 44          | +17   | 0                      | 3e             |
| 2016 – 2017 | Championnat Jeunes Zone Nord | 8            | 5         | 0    | 3        | 33        | 27          | +6    | 0                      | Vice-Champions |
| Total       | Total                        | 19           | 14        | 0    | 5        | 192       | 104         | +88   | 2                      |                |

### Tournois

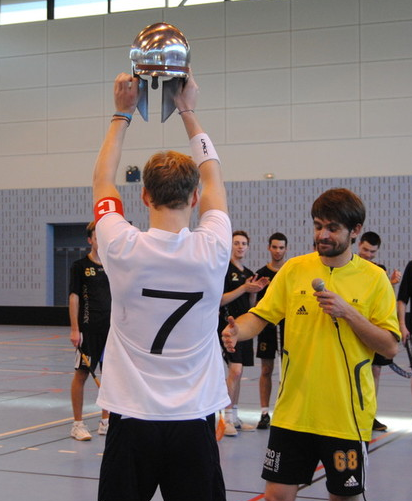
Thibault Van Nedervelde soulevant le Casque d'Ambiani à Amiens en octobre 2011.

#### Casque d'Ambiani
Le Casque d'Ambiani est le tout premier tournoi auquel a participé le Phoenix Floorball Club. Se déroulant au mois d'octobre 2011, les Phoenix n'ayant eu qu'un seul mois d'entraînement, partent avec l'objectif de ne pas terminer dernier du tournoi et réussir à développer la cohésion et l'esprit de cette jeune équipe. Ils finiront par gagner le Casque d'Ambiani après avoir remporté la finale 4-3 en prolongations face à Caen Floorball.
En 2012, l'équipe parvient à se hisser en finale mais perd face à l'IFK Paris.
En 2013, les Phoenix remportent de nouveau le Casque 6-2 face à l'IFK Paris et prennent leur revanche pour leur défaite de l'année précédente.
En 2014, le Casque reste pour la deuxième année consécutive chez les Phoenix après une nouvelle victoire en finale sur l'IFK Paris sur le score de 4 à 2.
En 2015, le Phoenix FC remporte le Casque pour la 3e fois consécutive après une finale gagnée 5-2 face aux hôtes, les Hoplites d'Ambiani. Ayant réussi à être triples vainqueurs du tournoi, le trophée est remporté définitivement par le club.
En 2016, le but initial des Phoenix au Casque était de donner du temps de jeu aux nouveaux joueurs venus de la section jeune, de renouer avec la victoire, et aussi de lancer leur saison après seulement 2 entraînements. Compétiteurs, ils ont cependant su tirer leur épingle du jeu en finissant invaincus et premiers de la poule unique du tournoi, ont remporté la demi-finale, puis enfin la finale aux tirs au but face à IFK Paris, 2 tab à 1 après un match qui s'est soldé par un 0-0. Un nouveau Casque est donc ramené à Wasquehal.

#### Tournoi de la Francophonie
Le tournoi de la Francophonie est un tournoi se déroulant chaque année successivement en France, en Belgique ou en Suisse selon l'équipe hôte du tournoi. Lors de la saison 2011 - 2012, les Phoenix ont participé pour la première fois à ce tournoi et ont remporté par la même occasion le trophée de la Francophonie représenté par une palette dorée sur son socle. Le titre a été décroché à la suite d'une série de tirs au but lors d'une finale mouvementée et très disputée face à l'équipe belge de Liège sur le score de 4 à 3.
A l'édition 2014 se déroulant à Besançon, une équipe inédite de Phoenix a fait le trajet, pour finir deuxièmes du tournoi après avoir perdu en finale face à l'équipe hôte sur le score sans appel de 4 à 0.

#### Open de Quiévrechain
L'Open de Quiévrechain - édition 2012 fut le 3e trophée remporté par le Phoenix Floorball Club en dehors du titre de Champion de France D2. La finale aura vu s'affronter le Tornado Brussels Floorball aux Phoenix et s'achèvera sur le score de 11 à 6 en faveur des Phoenix.

#### Rouen Spring Cup
En 2014 avait lieu la première édition de la Rouen Spring Cup, un tournoi caractérisé par l'ambiance festive et la détende qui y règne. La compétition est remportée par les Phoenix qui battent en finale leurs voisins de Tourcoing 6-0.
Pour l'édition 2015 du tournoi, deux compétitions se jouent en parallèle : un tournoi 3v3 Fun Loisir, remporté par les Phoenix, ainsi qu'un traditionnel tournoi 5v5 qui voit la défaite des Phoenix en finale face au Mans Floorball.

#### X-Mas Phoenix Cup
Le 19 décembre 2015, avant la trêve hivernale des entraînements juniors, les Mini-Phoenix ont accueilli pour la première fois un tournoi amical junior à Wasquehal. Ce tournoi plein de bonne humeur se termine par la victoire sans conteste des Belges de la Hulpe face aux non moins méritants Amiénois. Les Mini-Phoenix quant à eux gagnent la petite finale face à Tourcoing et décrochent la 3e place sur le podium.
Pour la 2e édition du tournoi en décembre 2016, le Phoenix FC accueille pas moins de 9 équipes qui s'affrontent tout un week-end. Cette édition est remportée par Besançon qui bat en finale les Mini-Phoenix sur le score de 5 à 4. 

## Palmarès
| Championnat de France                                                                                             | Tournois amicaux |
| --- | --- |
| - Nationale 1 : - Vainqueur : 2013, 2017 - Finaliste : 2015 - Nationale 2 : - Vainqueur : 2012 - Finaliste : 2025 | - Casque d'Ambiani : - Vainqueur : 2011, 2013, 2014, 2015, 2016 - Finaliste : 2012 - Tournoi de la Francophonie : - Vainqueur : 2012 - Finaliste : 2014 - Open de Quiévrechain : - Vainqueur : 2012 - Rouen Spring Cup : - Vainqueur : 2014, 2015 (en 3v3) - Finaliste : 2015 (en 5v5) - Tournoi des Guerriers (Montbazon) : - Vainqueur : 2018 - Tournoi de l'Olympe (Bucquoy) : - Finaliste : 2024 - Tournoi des 20 ans de Tourcoing : - Finaliste : 2024 |

| Championnat Jeunes | Tournois amicaux |
| --- | --- |
| - U17 - Poule Nord : - Vainqueur : 2015, 2025 - Finaliste : 2017, 2023, 2024 - U13 - Poule Nord : - Vainqueur : 2023 - U11 - Poule Nord : - Vainqueur : 2025 | - X-Mas Phoenix Cup : - Finaliste : 2016 - Tournoi des 20 ans de Tourcoing (U11) : - Finaliste : 2024 - Tournoi de l'Olympe : - Vainqueur : 2025 |

## Records du club
Le tableau concerne les meilleurs buteurs et passeurs de l’histoire du club et les points comptabilisés ne concernent que les points inscrits sous le maillot des Phoenix et en Championnat de France. Les noms en gras désignent les joueurs encore en activité au club.

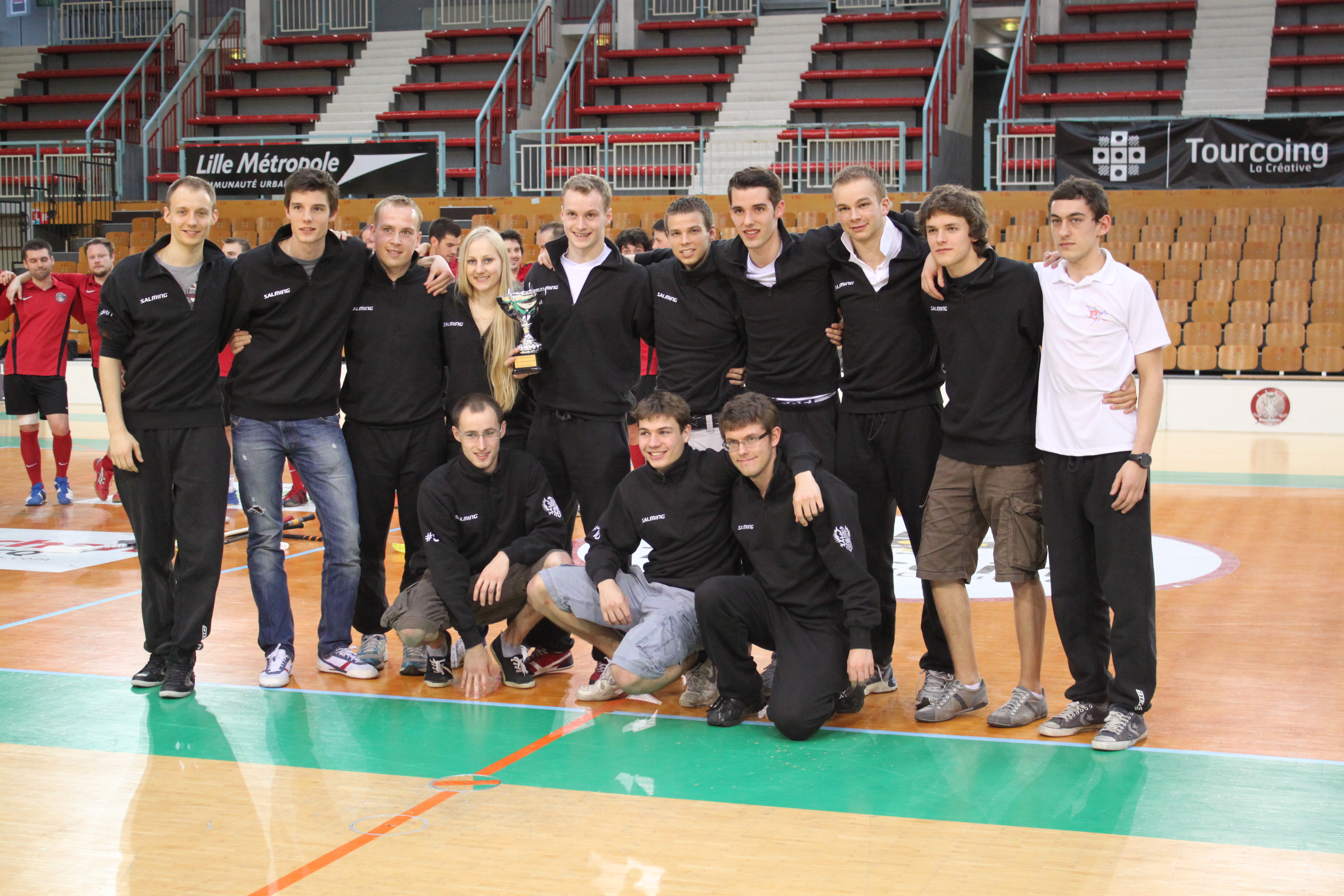
Les Phoenix de Wasquehal avec la Coupe du Championnat de France de Division 2.

| Joueur | Buts                    | Joueur | Passes décisives | Joueur                  | Points | Joueur | Matchs                  |     |   |                   |     |
|        | Thibault Van Nedervelde | 217    |                  | Thibault Van Nedervelde | 117    |        | Thibault Van Nedervelde | 334 |   | Mathieu Féburier  | 172 |
|        | Charles-Henri Sis       | 93     |                  | Martin Bondue           | 80     |        | Martin Bondue           | 153 |   | Benjamin Bourgois | 164 |
|        | Martin Bondue           | 73     |                  | Benjamin Bourgois       | 62     |        | Charles-Henri Sis       | 139 |   | Fabio Deleville   | 114 |
| 4      | Fabio Deleville         | 55     | 4                | Robin Rozenthal         | 52     | 4      | Benjamin Bourgois       | 115 | 4 | Antoine Moyon     | 109 |
| 5      | Benjamin Bourgois       | 53     | 5                | Charles-Henri Sis       | 46     | 5      | Robin Rozenthal         | 104 | 5 | Timothé Rolland   | 99  |

 Mise à jour : Le 25 mai 2025 

## Effectif 2024-2025
| Numéro | Joueur            | Nat.                 | Date de naissance   |
| ------ | ----------------- | -------------------- | ------------------- |
| 14     | Rémi Puech        | Drapeau de la France | 11/01/2001 (24 ans) |
| 88     | Emmanuel Lassalle | Drapeau de la France | 27/11/1981 (43 ans) |

| Numéro | Joueur                   | Nat.                 | Date de naissance   |
| ------ | ------------------------ | -------------------- | ------------------- |
| 2      | Ylian Faure              | Drapeau de la France | 10/12/2006 (18 ans) |
| 5      | Damien Fracas            | Drapeau de la France | 01/06/1983 (41 ans) |
| 6      | Maxence Faure            | Drapeau de la France | 07/03/2004 (21 ans) |
| 7      | Maxime Gros d'Alessandro | Drapeau de la France | 07/09/2005 (19 ans) |
| 16     | Ségolène Petit-Delclève  | Drapeau de la France | 30/06/1997 (27 ans) |
| 39     | Erwan Da Silva           | Drapeau de la France | 02/12/2002 (22 ans) |
| 46     | Antoine Hernu            | Drapeau de la France | 04/06/2004 (20 ans) |
| 74     | Florian Latour           | Drapeau de la France | 11/02/1997 (28 ans) |
| 95     | Mathis Delvigne          | Drapeau de la France | 06/04/2004 (21 ans) |

| Numéro | Joueur             | Nat.                   | Date de naissance   |
| ------ | ------------------ | ---------------------- | ------------------- |
| 3      | Benjamin Bourgois  | Drapeau de la France   | 03/08/1983 (41 ans) |
| 4      | Mathys Jouglet     | Drapeau de la France   | 04/01/2003 (22 ans) |
| 8      | Fabio Deleville    | Drapeau de la France   | 27/04/1994 (30 ans) |
| 10     | Erwan Schoch       | Drapeau de la France   | 22/10/1999 (25 ans) |
| 11     | Nils Degand        | Drapeau de la France   | 31/08/2005 (19 ans) |
| 13     | Gabriel Dewas      | Drapeau de la France   | 13/07/2007 (17 ans) |
| 20     | Lucas Lehut        | Drapeau de la France   | 30/10/2006 (18 ans) |
| 23     | Clément Lassalle   | Drapeau de la France   | 20/01/2007 (18 ans) |
| 26     | Alexandre Delvigne | Drapeau de la France   | 26/02/2001 (24 ans) |
| 30     | Kevin Sterckx      | Drapeau de la Belgique | 03/06/1994 (30 ans) |
| 57     | Mathieu Féburier   | Drapeau de la France   | 21/02/1992 (33 ans) |
| 71     | Timothé Rolland    | Drapeau de la France   | 12/10/2000 (24 ans) |

## Staff sportif

### Présidents
- 2011 - 2019 :  Thibault Van Nedervelde
- 2019 - auj. :  Mathieu Féburier

#### Vice-Présidents
- 2011 - 2019 :  Bertrand Van Nedervelde
- 2019 - auj. :  Benjamin Bourgois

### Entraîneurs
Entraîneurs équipe 1 :
- 2011 - 2019 :  Thibault Van Nedervelde
- 2019 - 2024 :  Benjamin Bourgois
- 2024 - auj. :  Timothé Rolland &  Alexandre Delvigne

Entraîneurs équipe 2 :
- 2024 - auj. :  Erwan Schoch &  Maxence Faure

#### Statistiques
Ce tableau rend compte du pourcentage de réussite de chaque entraîneur de l'équipe première du Phoenix Floorball Club depuis sa création. Il prend en compte la totalité des matchs joués par l'équipe senior en compétitions officielles :
| No | Nom                                  | Nat.                 | Période           | Gagné | Nuls | Perdus | % victoires |
| -- | ------------------------------------ | -------------------- | ----------------- | ----- | ---- | ------ | ----------- |
| 1  | Thibault Van Nedervelde              | Drapeau de la France | 09/2011 - 06/2019 | 77    | 11   | 24     | 68,8 %      |
| 2  | Benjamin Bourgois                    | Drapeau de la France | 08/2019 - 06/2024 | 15    | 9    | 45     | 21,7 %      |
| 3  | Timothé Rolland & Alexandre Delvigne | Drapeau de la France | 06/2024 - auj.    | 7     | 0    | 1      | 87,5 %      |

 *Mise à jour : Le 9 mars 2025 

### Capitaines
- 2011 - mars 2016 :  Thibault Van Nedervelde
- mars 2016 - mai 2016 :  Benjamin Bourgois
- septembre 2016 - 2017 :  Charles-Henri Sis
- 2017 - 2019 :  Thibault Van Nedervelde
- 2019 - 2022 :  Benjamin Bourgois
- 2022 - 2024 :  Alexandre Delvigne
- 2024 - auj. :  Benjamin Bourgois

### Préparateurs physique
- 2015 - 2016 :  Maxence Bos
- 2023 - auj.  Kévin Rivellini

### Kinésithérapeutes
- 2015 - 2019 :  Samuel Baba